# ریچارد بنیون
ریچارد هنری رونالد بنیون، بارون بنیون (زاده ۲۱ اکتبر ۱۹۶۰) یک سیاستمدار بریتانیایی است که از سال ۲۰۲۳ به عنوان وزیر امور آب و هوا، محیط زیست و انرژی خدمت کرده‌است او عضو حزب محافظه کار بود و از سال ۲۰۰۵ تا ۲۰۱۹ نماینده پارلمان بود.
بنیون قبل از خدمت در ارتش بریتانیا در کالج سلطنتی کشاورزی و آکادمی نظامی سلطنتی سندهرست تحصیل کرد و با جلیقه سبز سلطنتی به ایرلند شمالی و خاور دور اعزام شد. او در سال ۱۹۹۱ به عضویت شورای نیوبوری انتخاب شد و در سال ۱۹۹۴ رهبر گروه محافظه کار شد.